# Rhinochimaera atlantica

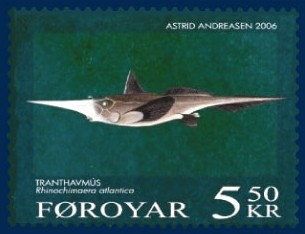
Sello postal de Islas Feroe

La quimera elefante o narigón sierra (Rhinochimaera atlantica) es una especie de pez holocéfalo de la familia Rhinochimaeridae, que se encuentra en aguas profundas del Océano Atlántico.

## Descripción
Alcanza 140 cm de longitud. De color pardo claro a blancuzco. Presenta nariz alargada en punta; aletas pectorales estrechas; aleta caudal larga, con un filamento terminal muy corto; una espina dorsal; la boca tiene aspecto de hocico de conejo, es angosta y ligeramente aplanada; los dientes son lisos y afilados.

## Lugar
Vive en pendientes profundas. Registrada entre los 500 a 1500 m de profundidad, esta especie puede ser más abundante en aguas aún más profundas llegando a verse hasta los 4000 m sobre el barro o escombros. Forma grupos de acuerdo al sexo y el tamaño. Su rango de temperatura conocido es entre 3.32 y 22.42 °C.
Se distribuye en el océano Atlántico, siendo especie nativa de Canadá, Colombia, Estados Unidos, Francia, Gambia, Islandia, Mauritania, México, Namibia, Senegal, Sudáfrica y Surinam.

## Alimentación
Se alimenta de peces, de una gran variedad de crustáceos, especialmente de gambas y cangrejos, y de otros invertebrados bentónicos,

## Reproducción
Son dioicos, o de sexos separados, de fertilización interna, ovíparos y no cuidan a sus crías. Expulsan los huevos en una carcasa córnea.